# Sidiga
Ne doit pas être confondu avec Sidogo.
Sidiga est une localité située dans le département de Barsalogho de la province du Sanmatenga dans la région Centre-Nord au Burkina Faso.

## Géographie
Sidiga regroupe administrativement le village de Zénzèba.

## Éducation et santé
Le centre de soins le plus proche de Sidiga est le centre de santé et de promotion sociale (CSPS) de Barsalogho tandis que le centre hospitalier régional (CHR) se trouve à Kaya.
Sidiga possède une école primaire publique.